# Vertikální vztah
Vertikální vztah představuje v teorii systémů pojem definovatelný jako hierarchická vazba, která vyjadřuje vztah celku k jeho části nebo naopak části celku k celku.
Příklad: Vazba článku na časopis, který jej publikuje. Časopis je například zaměřen na zvířata a článek je o psech…

## Význam pojmu
Pojem vertikální vztah je převzatý z terminologie používané při modelování systémů a formulování systémových teorií. Praktické využití našel tento pojem při hledání obchodních modelů za použití internetu. Příkladem vertikálního vztahu je obchodní vazba B2B. Obecně lze posuzovat hierarchii vazeb v systému z hlediska vzájemných závislostí jednotlivých prvků. Nezávislé vazby, tj. ty, které mohou (ale nemusí) probíhat současně lze označit za „vazby na stejné úrovni“, tj. za horizontální vztahy. Vazbu prvku sám na sebe při zkoumání hierarchie vazeb v systému můžeme ignorovat. Potom už zbývají pouze závislé vazby, tj. činnost jednoho prvku v systému se odvíjí od stavu jiného prvku v systému; v takovém případě hovoříme o „vazbách hierarchických“, tj. tvoří vertikální vztah.
To znamená, že vertikální vztah vytváří podřízenost jednoho prvku v systému pod druhým.
Hierarchická vazba jako pojem nevyjadřuje přesně totéž jako vertikální vztah. Je to proto, že hierarchii v systému mohou tvořit i jiné vztahy než vertikální (například dynamické vazby, apod.). Tj. vertikální vztah je hierarchickou vazbou, naopak hierarchická vazba nemusí být vertikálním vztahem. Obecně chápeme hierarchii jako uskupení priorit; zobrazujeme jí do podoby stromu, který vyjadřuje nadřízenost a podřízenost. Vertikální vztah je z tohoto hlediska speciálním poddruhem hierarchie. Vyjadřuje vzájemnou závislost podmiňující fungování systému mezi částí a celkem.
Například: Časopis potřebuje ke své existenci inzerenty. Pokud je to časopis o psech, inzerují v něm především „pejskaři“, protože předpokládají, že tento časopis čtou především milovníci psů.

## Aplikace
K čemu je dobré definovat pojem vertikální vztah? Jde především o důležitý aspekt při modelování nebo konstruování systému. V takovém případě pozorovatel systému (například konstruktér) analyzuje vztah prvku systému k celku (například upevňovací šroub a kolo u auta). Výsledkem pozorování je potom kontrolní rozhodování pozorovatele (například udrží upevňovací šrouby to kolo?).
Velmi konkrétní aplikací vertikálního vztahu jsou dobrovolná uskupení (například programátoři otevřeného software), která hledají procesy sebeuspořádání, kdy se z dobrovolné činnosti stane činnost řízená, jejímž produktem bývají velmi sofistikované systémy. Někteří členové činnost koordinují a jiní členové systému ke vzniku celku přispívají. Koordinátoři jsou nadřízení přispěvatelům.
Pravděpodobně existuje souvislost, do jaké míry bylo při tvorbě systému jako celku počítáno s aspektem vertikálního vztahu. Dobrým příkladem, kde tomu tak bylo, je myšlenka sociálních sítí (Facebook).
Poznámka: Řadu relevantních prací lze najít prostřednictvím zadání hesla „vertikální vztah“ do internetového vyhledávače; např. na serveru Karlovy univerzity je celá řada monotematických studií vertikálního vztahu. Jedná se většinou o diplomové nebo semestrální práce. K dopracování tématu je rovněž nutno zpracovat téma Horizontální vztah, Vazbu prvku sám na sebe a Vztah pozorovatele a systému. Podstatným způsobem v sociální oblasti se systémovou teorií zabývá obor Systemika, resp. Kybernetika 2. řádu.